# Walter Janssen (Prähistoriker)
Walter Janssen (* 5. September 1936 in Kassel; † 29. April 2001 in Würzburg) war ein deutscher Prähistoriker und Mittelalterarchäologe.

## Leben und Werk
Janssen besuchte das Aufbaugymnasium in Diepholz, wo er 1956 mit Auszeichnung das Abitur absolvierte. Von 1956 bis 1957 studierte er an der Pädagogischen Hochschule Osnabrück, anschließend Ur- und Frühgeschichte bei Herbert Jankuhn an der Universität Göttingen.
Während der 1960er Jahre grub er die Wüstung Königshagen (Gemeinde Barbis) im Harz aus, die er im Rahmen seiner Dissertation an der Universität Göttingen (1963) bearbeitete und in zwei Büchern publizierte. Anfang 1963 heiratete er die Realschullehrerin Brigitte Blechschmidt, die ihn fortan und bis zu seinem Tode in seiner Arbeit aktiv unterstützte. 1964 war er wissenschaftlicher Angestellter des Niedersächsischen Verwaltungsamtes Hannover und nahm als wissenschaftlicher Assistent an verschiedenen Ausgrabungen der Universität Bergen teil. 1965 bestand er das Staatsexamen für das Lehramt an Höheren Schulen.
Ende 1964 zog er ins Rheinland, wo er im Folgenden im Auftrag der Deutschen Forschungsgemeinschaft an den dortigen Wüstungen und Altfeldern arbeitete, was sich auch in seiner 1972 vorgelegten und 1975 publizierten Habilitationsschrift Studien zur Wüstungsfrage im fränkischen Altsiedelland zwischen Rhein, Mosel und Eifelnordrand niederschlug. 1966 wurde er wissenschaftlicher Referent des Rheinischen Landesmuseums. 1971 wurde er zum Landesmuseumsrat, 1974 zum Landesobermuseumsrat befördert. Ebenfalls noch 1974 wurde er zum stellvertretenden Staatlichen Vertrauensmann für kulturgeschichtliche Bodenaltertümer und zum Abwesenheitsdirektor des Rheinischen Landesmuseums und außerplanmäßigen Professor an der Universität Bonn ernannt. 1976 schließlich wurde er Abteilungsdirektor. Walter Janssen wurde zum entschiedenen Förderer der Belange der rheinischen Bodendenkmalpflege, insbesondere der bodendenkmalpflegerischen Maßnahmen in den rheinischen Braunkohlerevieren. Publizistischen Niederschlag fand seine Arbeit dieser Jahre in der von ihm begründeten Reihe von Sonderheften der Zeitschrift „Das Rheinische Landesmuseum Bonn“, die zunächst jährlich, später zweijährlich erschienen und die jeweiligen Grabungsergebnisse der rheinischen Bodendenkmalpflege in publikumswirksamer Weise präsentierten. Als Höhepunkt seiner Arbeit im Rheinland erlebte er 1980 noch das Inkrafttreten des Bodendenkmalschutzgesetzes Nordrhein-Westfalen und die damit einhergehende Begründung des Rheinischen Amtes für Bodendenkmalpflege.
Von 1980 bis 1995 war er Inhaber des Lehrstuhls für Vor- und Frühgeschichte an der Universität Würzburg und Vorstand des Instituts für Archäologie sowie Vor- und Frühgeschichte.
Seine Schwerpunkte lagen im Bereich der Urnenfelderzeit mit Grabungen auf dem Bullenheimer Berg, wo durch illegale Raubgrabungen mehrere Hortfunde entdeckt wurden und für die Wissenschaft gefährdet waren.
Im Bereich der Mittelalterarchäologie gehörte Janssen zu den Pionieren. Seine Arbeiten im Rheinland galten zunächst wieder der Wüstungsproblematik. Schließlich führte er Grabungen an Niederungsburgen und Töpfereien durch, die wesentliche neue Erkenntnisse zur Entstehung der mittelalterlichen Burg lieferten.
Janssen verfasste Überblicksarbeiten zu siedlungs- und wirtschaftsgeschichtlichen Themen der Archäologie des Mittelalters, so zum Handwerk in ländlichen Siedlungen und auf Burgen, zu Forschungsstand und Methodik der Wüstungsforschung.
Janssen war Ehrendoktor der Universität Caen.

## Schriften (Auswahl)
- Walter Janssen, Dietrich Lohrmann (Hrsg.): Villa – Curtis – Grangia. Landwirtschaft zwischen Loire und Rhein von der Römerzeit zum Hochmittelalter. Économie rurale entre Loire et Rhin de l’époque gallo-romaine au XIIe–XIIIe siècle. 16. Deutsch-französisches Historikerkolloquium des Deutschen Historischen Instituts Paris, Xanten, 28.9.–1.10.1980 (Beihefte der Francia, 11), München/Zürich (Artemis) 1983, ISBN 3-7608-4661-0. Online auf perspectivia.net
- Mittelalterliche Dorfsiedlungen als archäologisches Problem. In: Frühmittelalterliche Studien. 2, 1968, S. 305–367.
- Methodische Probleme archäologischer Wüstungsforschung. In: Nachr. Akad. Wiss. Göttingen I. Phil.-Hist. Kl., Göttingen 1968
- Der karolingische Töpferbezirk von Brühl-Eckdorf, Kreis Köln. Neue Ausgr. u. Forsch. Niedersachsen, 6, 1970 (Festschr. Jankuhn), S. 224–229.
- mit Edith Ennen: Deutsche Agrargeschichte. Vom Neolithikum bis zur Schwelle des Industriezeitalters. Wiesbaden 1979
- Niederungsburgen im Rheinland. Vom Holzbau zur Steinburg. Burgen aus Holz und Stein. Burgenkundl. Koll. Basel 1977. Schweizer Beitr. Kulturgesch. u. Arch. Mittelalter. Olten, Freiburg i.Br. 1979, S. 11–41.
- Dorf und Dorfformen des 7. bis 12. Jahrhunderts im Lichte neuer Ausgrabungen in Mittel- und Nordeuropa. In: Herbert Jankuhn, Rudolf Schützeichel, Fred Schwind (Hrsg.): Das Dorf der Eisenzeit und des frühen Mittelalters. Siedlungsform – wirtschaftliche Funktion – soziale Struktur. Kolloquium der Kommission Altertkde Mittel- und Nordeuropa 1973 und 1974. (Abh. Akad. Wiss. Göttingen, Phil.-Hist. Kl. 3, 101). Göttingen 1977, S. 285–356.
- Gewerbliche Produktion des Mittelalters als Wirtschaftsfaktor im ländlichen Raum. In: Herbert Jankuhn u. a. (Hrsg.): Das Handwerk in vor- und frühgeschichtlicher Zeit. II. Kolloquium der Kommission Altertumskunde Mittel- und Nordeuropa 1977-1980. (Abh. Akad. Wiss. Göttingen, Phil.-Hist. Kl. 3, 123). Göttingen 1983, S. 317–394.
- Die Bedeutung der mittelalterlichen Burg für die Wirtschafts- und Sozialgeschichte. H. Jankuhn u. a. (Hrsg.): Das Handwerk in vor- und frühgeschichtlicher Zeit. II. Koll. Komm. Altertumskunde Mittel- u. Nordeuropa 1977–1980. Abh. Akad. Wiss. Göttingen, Phil.-Hist. Kl. 3, 123. Göttingen 1983.
- Handwerksbetriebe und Werkstätten in der Stadt um 1200. In: Heiko Steuer (Hrsg.): Zur Lebensweise in der Stadt um 1200. Ergebnisse der Mittelalter-Archäologie. Zeitschrift für Archäologie des Mittelalter Beiheft 4. Bonn 1986.
- Mittelalterliche Gartenkultur. Nahrung und Rekreation. In: Bernd Herrmann (Hrsg.): Mensch und Umwelt im Mittelalter. Stuttgart 1986.
- Die Importkeramik von Haithabu. Ausgrabungen in Haithabu 9 (Neumünster 1987)
- Die mittelalterliche Stadt als Problem der Archäologie. In: H. Jäger (Hrsg.): Stadtkernforschung. Köln, Wien 1987, S. 3–10.
- zusammen mit Brigitte Janssen: Burgen, Schlösser und Hofesfesten im Kreis Neuss. Neuss 1980 (Schriftenreihe des Kreises Neuss 10).
- The rebirth of towns in the Rhineland. In: Richard Hodges, B. Hobley (Hrsg.): The rebirth of towns in the West AD 700-1050. CBA Research Rep. 68 (1988) S. 47–51.
- Methoden und Möglichkeiten der Erforschung früher Umwelten. In: Siedlungsforschung 6, 1988, S. 25–38.
- Die Stellung der Archäologie des Mittelalters im Gefüge der historischen Wissenschaften. In: Beiträge zur Mittelalterarchäologie in Österreich 4–5, 1988/89, S. 9–18.
- Reiten und Fahren in der Merowingerzeit. In: H. Jankuhn, W. Kimmig, E. Ebel (Hrsg.): Untersuchungen zu Handel und Verkehr der vor- und frühgeschichtlichen Zeit in Mittel- und Nordeuropa V. Der Verkehr. Ber. Koll. Komm. Altertumskde. Mittel- u. Nordeuropa 1980–83. Abh. Akad. Wiss. Göttingen, Phil.-Hist. Kl. 3, 180. Göttingen 1989, S. 174–228.
- Gartenkultur im Mittelalter. In: Günther Bittner, Paul-Ludwig Weinacht (Hrsg.): Wieviel Garten braucht der Mensch? Würzburg 1990.
- Der Bullenheimer Berg. In: H. Dannheimer, R. Gebhard (Hrsg.): Das keltische Jahrtausend. Ausstellungskataloge Prähistorische Staatssammlung 23. Mainz 1993, S. 75–87.
- Der Windsheimer Spitalfund aus der Zeit um 1500. Ein Dokument reichsstädtischer Kulturgeschichte des Reformationszeitalters. Wissenschaftliche Beibände zum Anzeiger des Germanischen Nationalmuseums 11. Nürnberg, Verlag des Germanischen Nationalmuseums, 1995.
- Archäologische Beiträge zur Wirtschaftsgeschichte des Mittelalters in Mitteleuropa. In: G. P. Fehring, W. Sage (Hrsg.): Mittelalterarchäologie in Zentraleuropa. Zum Wandel der Aufgaben und Zielsetzungen. Koll. Bamberg 1990. Zeitschr. Arch. Mittelalter Beih. 9. Bonn 1995, S. 75–86.
- mit Brigitte Janssen: Die frühmittelalterliche Niederungsburg bei Haus Meer, Kreis Neuss. Archäologische und naturwissenschaftliche Untersuchungen. Rheinische Ausgrabungen 46 (1999).